# متحف آثار إقليم العقبة

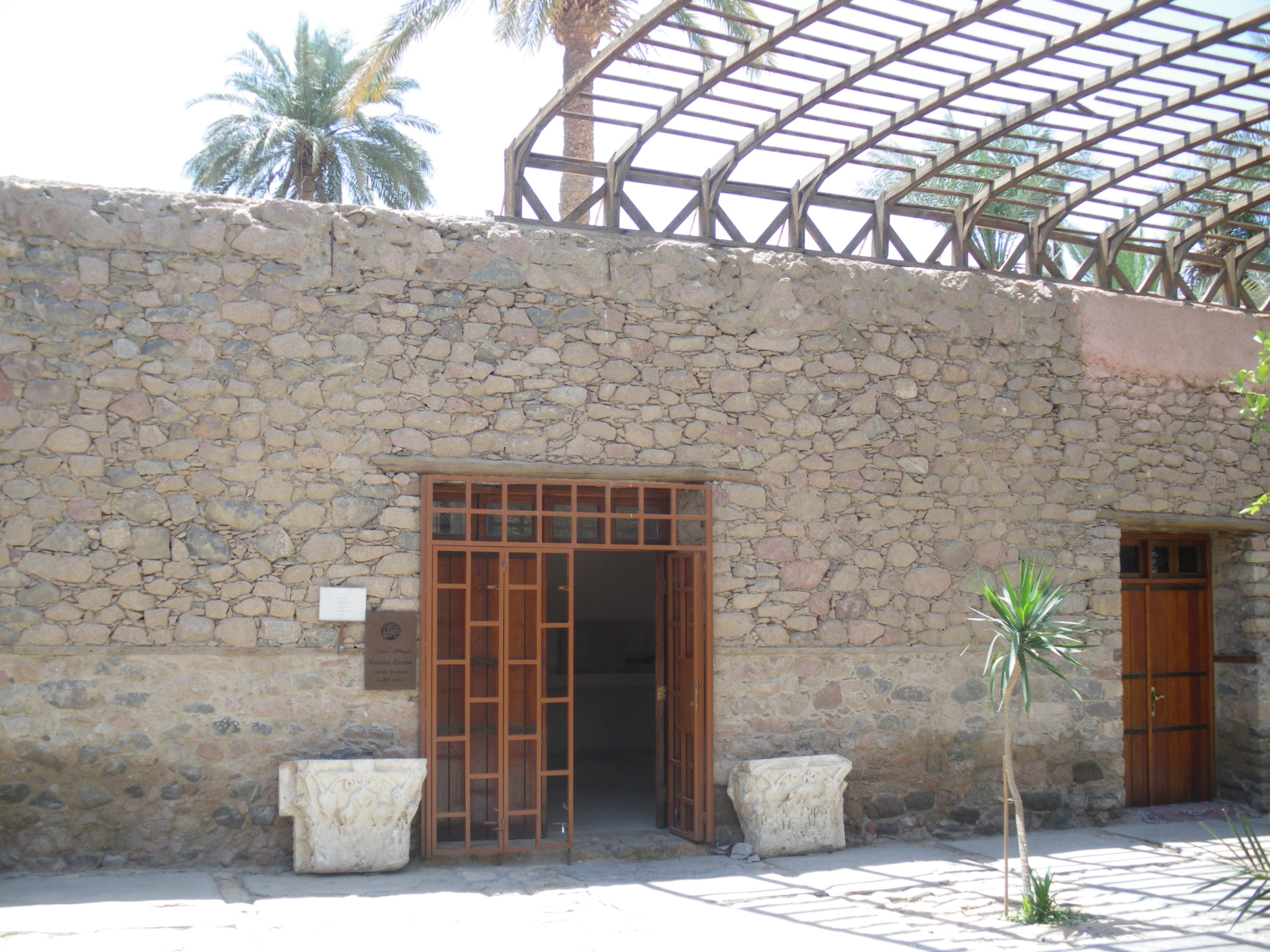
بنيت في الاصل ليكون متحف لقصر الشريف حسين بن علي في 1917

متحف آثار إقليم العقبة أو متحف آثار العقبة يقع بجوار القلعة التاريخية لمدينة العقبة، ويضم المتحف القطع الأثرية من القرن السابع إلى قطع اثرية تعود لبداية القرن الثاني عشر الميلادي. يقع هذا المتحف داخل قصر الشريف الحسين بن علي في العقبة.
افتتح المتحف في يناير 1990 ويضم حاليا عددا من القطع الأثرية التي عثر عليها في موقع أيله، وهي آثار إسلامية تعود إلى فترة فجر الإسلام والفترات الأموية والعباسية والفاطمية، أي أنها تمثل العهود الإسلامية منذ منتصف القرن السابع الميلادي حتى بداية القرن الثاني عشر الميلادي.
ومن أهم هذه الآثار نص آية الكرسي المكتوب بالخط الكوفي والذي كان يعلو بوابة المدينة الشرقية (باب مصر)، وكذلك عدد من المسكوكات الذهبية التي ضربت في المملكة المغربية وعدد من الدنانير الفاطمية.
ولما كانت مدينة العقبة الميناء الوحيد للمملكة الأردنية الهاشمية فقد واجهت ظروفا خاصة في مجال التجارة البحرية عبر البحر الأحمر والطرق البرية عبر بلاد الشام والجزيرة العربية، بالإضافة إلى ذلك فهي مركز هام على طريق الحج.
وتدل المكتشفات الأثرية والمستوردة من الحجاز واليمن والعراق ومصر والمغرب وحتى الصين، على أهمية مرفأ العقبة. تم استيطان منطقة العقبة منذ العصر الحجري النحاسي على أقل تقدير.